# Ковалёв, Фёдор Гаврилович
Фёдор Гаврилович Ковалёв — советский государственный и политический деятель.

## Биография
Родился в 1895 году. Член РСДРП(б) с 1917 года.
Участник Гражданской войны. С 1924 года — на общественной и политической работе. В 1924—1960 гг. — директор завода, на партийной работе, председатель Свердловского райисполкома г. Москвы, заместитель председателя СНК Узбекской ССР, заместитель народного комиссара торговли СССР, заместитель председателя Бюро ЦК ВКП(б) по Литве, работал в Министерстве местной промышленности РСФСР, затем в Министерстве торговли СССР.
Избирался депутатом Верховного Совета СССР 1-го и 2-го созывов.
Умер в 1961 году, похоронен в Москве на Новодевичьем кладбище.